# Scotforth
Scotforth – wieś w Anglii, w hrabstwie Lancashire, w dystrykcie Lancaster. Leży 73 km na północny zachód od miasta Manchester i 333 km na północny zachód od Londynu. W 2001 miejscowość liczyła 239 mieszkańców.